# Liste der Baudenkmale in Niedergörsdorf
In der Liste der Baudenkmale in Niedergörsdorf sind alle Baudenkmale der brandenburgischen Gemeinde Niedergörsdorf und ihrer Ortsteile aufgelistet. Grundlage ist die Veröffentlichung der Landesdenkmalliste mit dem Stand vom 31. Dezember 2021.

## Baudenkmale in den Ortsteilen
In den Spalten befinden sich folgende Informationen:
- ID-Nr.: Die Nummer wird vom Brandenburgischen Landesamt für Denkmalpflege vergeben. Ein Link hinter der Nummer führt zum Eintrag über das Denkmal in der Denkmaldatenbank. In dieser Spalte kann sich zusätzlich das Wort Wikidata befinden, der entsprechende Link führt zu Angaben zu diesem Denkmal bei Wikidata.
- Lage: die Adresse des Denkmales und die geographischen Koordinaten. Link zu einem Kartenansichtstool, um Koordinaten zu setzen. In der Kartenansicht sind Denkmale ohne Koordinaten mit einem roten beziehungsweise orangen Marker dargestellt und können in der Karte gesetzt werden. Denkmale ohne Bild sind mit einem blauen bzw. roten Marker gekennzeichnet, Denkmale mit Bild mit einem grünen beziehungsweise orangen Marker.
- Bezeichnung: Bezeichnung in den offiziellen Listen des Brandenburgischen Landesamtes für Denkmalpflege. Ein Link hinter der Bezeichnung führt zum Wikipedia-Artikel über das Denkmal.
- Beschreibung: die Beschreibung des Denkmales
- Bild: ein Bild des Denkmales und gegebenenfalls einen Link zu weiteren Fotos des Baudenkmals im Medienarchiv Wikimedia Commons

### Altes Lager
Das Gebiet Altes Lager liegt nordwestlich von Jüterbog an der Straße von Jüterbog nach Treuenbrietzen. Ab 1870 standen hier ein temporäre Soldatenunterkünfte, 1896 wurde mit Neues Lager Jüterbog II und Teile des Gutes Kappen der Bezirk Schießplatz gebildet. 1937 wurde das Gebiet um das Alte Lager zum großen Truppenübungsplatz des Deutschen Reiches. Die Dörfer Zinna, Mehlsdorf und Felgentreu wurden dem Übungsplatz zugeschlagen. Im Jahre 1945 wurde Altes Lager eine selbständige Gemeinde, ab 1992 kam es zu Niedergörsdorf.
| ID-Nr.                           | Lage                              | Bezeichnung | Beschreibung | Bild |
| -------------------------------- | --------------------------------- | --- | --- | --- |
| 09105781                         | (Lage)                            | Kasernenanlage Altes Lager, bestehend aus Verwaltungsgebäude, Postgebäude, zwei Mannschaftsbaracken, Offizierskasino, zwei Wohngebäuden (spätes 19. Jahrhundert), sechs Mannschaftsgebäuden, drei Wirtschaftsgebäuden, Offizierskasino, zwei Wohnhäusern und einem Lazarettgebäude (1930/40) sowie der in Nord-Süd-Richtung verlaufenden, gepflasterten und mit Linden bestandenen Hauptachse                        | Die Kasernenanlage wurde 1870 gegründet. Sie bestehend aus Verwaltungsgebäude, Postgebäude, zwei Mannschaftsbaracken, Offizierskasino, zwei Wohngebäuden (spätes 19. Jahrhundert), zwei Unterkunftsgebäuden mit zugehörigem Wirtschaftsgebäude (1912/1918), sechs Mannschaftsgebäuden, drei Wirtschaftsgebäuden, Offizierskasino, zwei Wohnhäusern und einem Lazarettgebäude (1930/1940) sowie der in Nord-Süd-Richtung verlaufenden, gepflasterten und mit Linden bestandenen Hauptachse. Das Lager liegt sieben Kilometer nordwestlich von Jüterbog. | weitere Bilder |
| 09107009 Teilobjekt zu: 09105781 | ()                                | Verwaltungsgebäude | | ein Bild hochladen |
| 09107010 Teilobjekt zu: 09105781 | Treuenbrietzener Straße, 42 ()    | Postamt | | ein Bild hochladen |
| 09107011 Teilobjekt zu: 09105781 | ()                                | Mannschaftsbaracke | Die Mannschaftsbaracke befindet sich östlich der Hauptallee, gegenüber des Offizierskasino. | ein Bild hochladen |
| 09107012 Teilobjekt zu: 09105781 | ()                                | Mannschaftsbaracke | | ein Bild hochladen |
| 09107013 Teilobjekt zu: 09105781 | ()                                | Offizierskasino | Das Offizierskasino befindet sich westlich der Hauptallee. | ein Bild hochladen |
| 09106032 Teilobjekt zu: 09105781 | ()                                | Saalbau | Der Saalbau liegt südlich direkt am Casino. | ein Bild hochladen |
| 09107014 Teilobjekt zu: 09105781 | ()                                | Wohnhaus | Es ist das Gebäude 6 der Kaserne. | ein Bild hochladen |
| 09107015 Teilobjekt zu: 09105781 | ()                                | Wohnhaus | Es ist das Gebäude 7 der Kaserne. | ein Bild hochladen |
| 09107016 Teilobjekt zu: 09105781 | ()                                | Mannschaftsgebäude | | ein Bild hochladen |
| 09107017 Teilobjekt zu: 09105781 | ()                                | Wirtschaftsgebäude | | ein Bild hochladen |
| 09107018 Teilobjekt zu: 09105781 | ()                                | Offizierskasino | Gebäude 17 | ein Bild hochladen |
| 09107019 Teilobjekt zu: 09105781 | ()                                | Wohnhaus | | ein Bild hochladen |
| 09107020 Teilobjekt zu: 09105781 | ()                                | Sanitätsgebäude | Gebäude 20 | ein Bild hochladen |
| 09107021 Teilobjekt zu: 09105781 | ()                                | Mannschaftsgebäude | Gebäude 22 | ein Bild hochladen |
| 09107022 Teilobjekt zu: 09105781 | ()                                | Mannschaftsgebäude | Gebäude 21 | ein Bild hochladen |
| 09107023 Teilobjekt zu: 09105781 | ()                                | Wirtschaftsgebäude | | ein Bild hochladen |
| 09107024 Teilobjekt zu: 09105781 | (Lage)                            | Allee | | BW |
| 09105151                         | (Lage)                            | Höhere Fliegertechnische Schule, bestehend aus Hörsaalgebäude, Stabsgebäude, Mensa, vier Schulungs- und Unterkunftsgebäuden, zwei Unterkunfts- und Verwaltungsgebäuden, Eingangsgebäude mit Verwaltungs- und Garagentrakt, Tankstelle, Montagehalle, zentralem Heizhaus mit anschließendem Garagentrakt, Sportanlage mit Sportplatz, Schwimmbecken, Turnhalle und Umkleidegebäude, Wäschereigebäude, Lazarettgebäude | Die ehemalige Fliegertechnische Schule wurde bis zum Jahre angelegt. Nach 1945 wurde die Schule von den sowjetischen Streitkräften genutzt. Die Bemalung der Wände in den Fluren und Treppenhäusern stammt aus dieser Zeit. | Höhere Fliegertechnische Schule, bestehend aus Hörsaalgebäude, Stabsgebäude, Mensa, vier Schulungs- und Unterkunftsgebäuden, zwei Unterkunfts- und Verwaltungsgebäuden, Eingangsgebäude mit Verwaltungs- und Garagentrakt, Tankstelle, Montagehalle, zentralem Heizhaus mit anschließendem Garagentrakt, Sportanlage mit Sportplatz, Schwimmbecken, Turnhalle und Umkleidegebäude, Wäschereigebäude, Lazarettgebäude |
| 09106582 Teilobjekt zu: 09105151 | ()                                | Seminargebäude | | ein Bild hochladen |
| 09106583 Teilobjekt zu: 09105151 | ()                                | Verwaltungsgebäude | | ein Bild hochladen |
| 09106584 Teilobjekt zu: 09105151 | ()                                | Kantinengebäude | | ein Bild hochladen |
| 09106585 Teilobjekt zu: 09105151 | ()                                | Mannschaftsgebäude | Es sind vier Gebäude. | ein Bild hochladen |
| 09106586 Teilobjekt zu: 09105151 | ()                                | Turnhalle | | ein Bild hochladen |
| 09106587 Teilobjekt zu: 09105151 | ()                                | Schwimmbecken & Sportplatz | | ein Bild hochladen |
| 09106588 Teilobjekt zu: 09105151 | ()                                | Umkleidegebäude | Das Umkleidegebäude befindet sich nördlich der Turnhalle. | ein Bild hochladen |
| 09106589 Teilobjekt zu: 09105151 | ()                                | Wäscherei | | ein Bild hochladen |
| 09106590 Teilobjekt zu: 09105151 | ()                                | Fabrikhalle | | ein Bild hochladen |
| 09106591 Teilobjekt zu: 09105151 | ()                                | Garagenanlage & Torhaus | | ein Bild hochladen |
| 09106270 Teilobjekt zu: 09105151 | ()                                | Heizhaus | | ein Bild hochladen |
| 09106592 Teilobjekt zu: 09105151 | ()                                | Mannschaftsgebäude | | ein Bild hochladen |
| 09106593 Teilobjekt zu: 09105151 | ()                                | Lazarettgebäude | | ein Bild hochladen |
| 09106268 Teilobjekt zu: 09105151 | ()                                | Tankstelle | Die Tankstelle befindet sich in der Nähe des Eingangs an den Garagen. | ein Bild hochladen |
| 09105703                         | Niedergörsdorfer Allee (Lage)     | Bogendeckung (Shelter) östlich des Hangar- und Werftbereichs am Flugplatzweg | Der Bodendecker (Shelter) wurde 1969 neben etwa 40 anderen nach dem Sechstagekrieg errichtet. Die Tore waren zu unterschiedlichen Richtungen ausgerichtet. Es ist eine Betonkonstruktion, vorne befindet sich über der gesamten Breite eine Öffnung, hinten eine Esse für die Abgase des Flugzeuges. Das Tor ist nicht mehr vorhanden. | Bogendeckung (Shelter) östlich des Hangar- und Werftbereichs am Flugplatzweg |
| 09105802                         | Flugplatzweg (Lage)               | Hangar- und Werftbereich des Fliegerhorstes Altes Lager, bestehend aus den Hallen 1-7 | Die sieben Hallen stehn im Norden des Rollfeldes. Die Hallen dienten für die Unterbringung von Flugzeugen und als Werfthallen. Hier sollen nach dem NATO-Doppelbeschluss Kurzstreckenraketen mit Atomsprengköpfen gelagert haben. Über die Entstehung ist nichts bekannt, die Hallen müssen aber um 1934 erbaut worden sein. | Hangar- und Werftbereich des Fliegerhorstes Altes Lager, bestehend aus den Hallen 1-7 |
| 09107041 Teilobjekt zu: 09105802 | ()                                | Flugzeughangar | | ein Bild hochladen |
| 09107042 Teilobjekt zu: 09105802 | ()                                | Flugzeughangar | | ein Bild hochladen |
| 09107043 Teilobjekt zu: 09105802 | ()                                | Werfthalle | | ein Bild hochladen |
| 09105678                         | St.-Barbara-Weg 1 (Lage)          | Produktionshalle, nördlich des Militärflugplatzes | Die Halle wurde in der Mitte der 1930er Jahre erbaut. Genutzt wurde sie wahrscheinlich zum Bau von Flugzeugteilen. Es ist eine größere Halle mit einem Zwischengeschoss. Die Anbauten sind eingeschossig. Der Keller ist als Luftschutzbunker ausgebaut. In der Halle sind Ausmalungen (Hakenkreuz, Spruchbänder) erhalten. | Produktionshalle, nördlich des Militärflugplatzes |
| 09105654                         | Treuenbrietzener Straße 59 (Lage) | Wasserturm | Der Wasserturm wurde von 1915 bis 1918 erbaut. Er wurde aus Beton gefertigt, die neun Stützen sind von außen sichtbar. Im Obergeschoss befinden sich hohe Fenster, darüber ein Ringpultdach. | weitere Bilder |

### Blönsdorf
Möglicherweise wurde der Ort im letzten Drittel des 12. Jahrhunderts gegründet.
| ID-Nr.                           | Lage                        | Bezeichnung                                | Beschreibung | Bild                                       |
| -------------------------------- | --------------------------- | ------------------------------------------ | --- | ------------------------------------------ |
| 09106377                         | Blönsdorf 19 (Lage)         | Pfarrhaus mit Wirtschaftsgebäude           | | Pfarrhaus mit Wirtschaftsgebäude           |
| 09106378 Teilobjekt zu: 09106377 | Blönsdorf 19 (Lage)         | Wirtschaftsgebäude                         | Das Wirtschaftsgebäude befindet sich hinter dem Pfarrgebäude. Erbaut wurde das Gebäude von 1935 bis 1936. Es ist ein eingeschossiges Haus aus Ziegel mit einem Satteldach. | Wirtschaftsgebäude                         |
| 09106241                         | Blönsdorf 19a (Lage)        | Dorfkirche                                 | Die Kirche wurde 1911 bis 1912 erbaut, dabei wurden Teile des Vorgängerbaues aus dem Mittelalter verwendet. Die Glocke wurde 1911 in Apolda gegossen. Der Mittelteil des Altars stammt aus der Zeit um 1700, es zeigt Christus in Gethsemane.                                                           | weitere Bilder                             |
| 09105273                         | Blönsdorf 22 (Lage)         | Plastik „Spielende Kinder“, vor der Schule | Die Plastik wurde 1958 vor der Thomas-Müntzer-Schule aufgestellt. Ihr Schöpfer ist nicht bekannt. | Plastik „Spielende Kinder“, vor der Schule |
| 09105668                         | Dalichower Straße 62 (Lage) | Dampfmolkerei                              | Das Molkereigebäude wurde 1906 in der Nähe des Bahnhofes errichtet. Es besteht aus einem Verwaltungsgebäudes und einer Produktionshalle. Das Verwaltungsgebäude ist ein zweigeschossiges, traufständiges Ziegelhaus mit einem Satteldach. Die Fassade ist geprägt von einem Eingangsrisalit mit Giebel. | Dampfmolkerei                              |
| 09106862 Teilobjekt zu: 09105668 | Dalichower Straße 62 (Lage) | Wohnhaus & Verwaltungsgebäude              | | Wohnhaus & Verwaltungsgebäude              |
| 09106863 Teilobjekt zu: 09105668 | Dalichower Straße 62 (Lage) | Molkerei                                   | | Molkerei                                   |

### Bochow
Das erste Mal erwähnt wird Bochow indirekt durch einen Johanne de Buchow im Jahre 1225. Über die Entstehung des Ortes ist aber nichts bekannt. 1562 lebten hier 35 Hauswirte. Im Jahre 1842 zerstörten zwei Brände den Ort fast vollständig. die Gebäude des Ortes sind fast alle nach diesen Bränden entstanden.
| ID-Nr.                           | Lage             | Bezeichnung                | Beschreibung | Bild                       |
| -------------------------------- | ---------------- | -------------------------- | --- | -------------------------- |
| 09105077                         | (Lage)           | Dorfkirche                 | Ein gotischer Feldsteinsaalbau dessen Kern wohl der jetzige – wahrscheinlich aus der ersten Hälfte des 14. Jahrhunderts stammende – Chor ist. In der Turmhalle befindet sich eine Glocke aus dem 15. Jahrhundert. Der Altaraufsatz wurde 1701 erstellt. Der Taufstein stammt aus der Zeit Anfang 16. Jahrhundert. | weitere Bilder             |
| 09106143 Teilobjekt zu: 09105077 | (Lage)           | Orgel                      | Orgelbauer war Alexander Schuke. | BW                         |
| 09106171 Teilobjekt zu: 09105077 | (Lage)           | Glocke                     | Die Glocke befindet sich in der Turmhalle. | BW                         |
| 09105276                         | Bochow 28 (Lage) | Stallgebäude mit Oberlaube | Im Kern wohl aus dem 18. Jahrhundert stammend. Der Stall ist Teil des Pfarrgehöftes. Die Oberlaube ist von der Straße zu nicht sehen. | Stallgebäude mit Oberlaube |

### Dalichow
Dalichow befindet sich elf Kilometer südwestlich von Jüterbog. Das erste Mal wird der Ort 1286 erwähnt, da wurde es vom Kloster Zinna erworben. Weiteres ist nicht bekannt. Im Jahre 1998 wurde Dalichow zu Niedergörsdorf eingemeindet, damals hat der Ort 42 Einwohner. Dalichow ist ein kleines Angerdorf, die Dorfstruktur ist weitgehend erhalten geblieben. Mittelpunkt des Dorfes ist die Dorfkirche auf einer kleinen Anhöhe.
| ID-Nr.                           | Lage               | Bezeichnung                              | Beschreibung | Bild                                     |
| -------------------------------- | ------------------ | ---------------------------------------- | --- | ---------------------------------------- |
| 09105075                         | (Lage)             | Dorfkirche                               | Es ist ein rechteckiger, turmloser Saalbau, der wohl um das Jahr 1300 entstand. Auf der Ostseite befinden sich Fenstergruppen mit drei Fenstern, die Westseite hat keine Fenster. Im Inneren ein Altaraufsatz aus dem Jahr 1688, es zeigt ein Bild mit der Osterdarstellung. Der Taufstein stammt wahrscheinlich aus dem 16. Jahrhundert, der Sockel ist aber modern. An der Nordwand befindet sich eine Gedenktafel der Gefallenen des Ersten Weltkrieges. | Dorfkirche                               |
| 09106144 Teilobjekt zu: 09105075 | (Lage)             | Glocke                                   | | BW                                       |
| 09106380                         | Dalichow 11 (Lage) | Wohnhaus und Torhaus eines Vierseithofes | | Wohnhaus und Torhaus eines Vierseithofes |
| 09106381 Teilobjekt zu: 09106380 | Dalichow 11 (Lage) | Torhaus                                  | | Torhaus                                  |

### Danna
Über die Entstehung des Ortes ist nichts bekannt. In der Umgebung des Ortes wurde 1256 zwei Dörfer erwähnt, diese waren 1528 wieder wüst.
| ID-Nr.            | Lage   | Bezeichnung | Beschreibung | Bild           |
| ----------------- | ------ | ----------- | --- | -------------- |
| 09105725 Wikidata | (Lage) | Dorfkirche  | Ein Bau mit neuromanischen Formen, der zwischen 1884 und 1885 anstelle des Vorgängerbaus errichtet wurde. Die Ausstattung im Inneren ist aus der Bauzeit. | weitere Bilder |

### Dennewitz
Das erste Mal wird Dennewitz im Jahre 1174 als Denewiz erwähnt. Im Dreißigjährigen Krieg brannte das Dorf bis auf die Kirche ab. Am 6. September 1813 fand in der Nähe des Ortes die Schlacht bei Dennewitz statt. Hier wurde die Napoleonische Armee unter Marschall Ney von der Nordarmee unter den Generälen Bülow und Tauentzien geschlagen. Berlin wurde so von dem Angriff der französischen Truppen verschont. 1813 wurde das Dorf geplündert und wurde von den Einwohnern vorübergehend verlassen.
| ID-Nr.                           | Lage                | Bezeichnung                                                                              | Beschreibung | Bild                                                          |
| -------------------------------- | ------------------- | ---------------------------------------------------------------------------------------- | --- | ------------------------------------------------------------- |
| 09105001                         | (Lage)              | Dorfkirche                                                                               | Ein Feldsteinbau, im Kern ein gotischer Rechtecksaal, der später nach Osten erweitert wurde. | weitere Bilder                                                |
| 09106172 Teilobjekt zu: 09105001 | (Lage)              | Orgel                                                                                    | | BW                                                            |
| 09105772                         | (Lage)              | Denkmal zur Erinnerung an die Schlacht bei Dennewitz (Bülowdenkmal), auf dem Anger       | Das Denkmal wurde zum 100. Jahrestag der Schlacht bei Dennewitz erstellt. Benannt wurde das Denkmal nach Freiherr von Bülow, der die Truppen in der Schlacht mit Graf von Tauentzien anführte. Das Denkmal zeigt auf einem Sockel zwei Figuren, ein Reliefporträt des Generals von Bülow und eine Inschrift nach Ernst Moritz Arndt.                                                                                     | weitere Bilder                                                |
| 09105290                         | (Lage)              | Gedenkkreuz für die Gefallenen der Schlacht bei Dennewitz, nordöstlich des Bahnübergangs | Das Kreuz wurde 1902 aufgestellt. Es ist ein gusseisernes Kreuz mit der Inschrift „Ruhestätte von 80 Helden“. Auf der Tafel an der Einfriedung steht folgende Inschrift: „Dank hochherziger Stiftung errichtet zum Gedächtnis und Ruhm der am 6. September 1813 gefallenen Kameraden. Grenadier Regiment König Friedrich, 4. Ostpreussisches N° 5. MDCCCCII“.                                                            | weitere Bilder                                                |
| 09105291                         | (Lage)              | Tauentzien-Stein, auf dem Anger                                                          | Die Inschrift auf dem Stein lautet: „Ich werde eher / mit meinem ganzen Korps / auf dem Platze / liegen bleiben, ehe / ich einen Schritt weiche.“ Der Stein wurde 1897 an der Straße Neues Lager / Dennewitz aufgestellt. Im Jahre 1988 wurde er auf den heutigen Platz am Anger versetzt. Erinnert soll der Stein an die Schlacht bei Dennewitz am 6. September 1813. Benannt wurde der Stein nach Graf von Tauentzien. | Tauentzien-Stein, auf dem Anger                               |
| 09106383                         | Dennewitz 11 (Lage) | Hochsilo                                                                                 | Das Hochsilo wurde 1942 errichtet. Hier wurden Silage aus Rübenblättern hergestellt, um Milchvieh im Winter zu füttern. Das Silo besteht aus zwei Türmen mit einem polygonalen Grundriss und einem Dach, welches beide Türme überspannt. Zwischen den Türmen befinden sich Fördereinrichtungen und Häcksler. Das Hochsilo ist von der Straße nicht einsehbar.                                                            | BW                                                            |
| 09106382                         | Dennewitz 40 (Lage) | Wohnhaus                                                                                 | Es ist ein zweigeschossiger Ziegelbau mit einem Satteldach. Die Fassade hat sieben Achsen, der Eingang befindet sich in der dritten Achse von links. | Wohnhaus                                                      |
| 09105288                         | Dennewitz 41 (Lage) | Torhaus mit Altenteilwohnung sowie Stallgebäude mit Oberlaube                            | Das Torhaus wurde wahrscheinlich im 18. Jahrhundert erbaut, es ist ein Fachwerkbau. Das Stallgebäude ist laut einer Inschrift im Jahre 1838 erbaut worden. Die Inschrift lautet: „BauHerr Gottlob Schulze/ Zimer Meist. Gottfried Lehmann/den 13ten Juny 1838“. Das Stallgebäude ist ein Fachwerkbau, die Oberlaube ist nur noch teilweise erhalten. Es ist das älteste Gehöft des Ortes.                                | Torhaus mit Altenteilwohnung sowie Stallgebäude mit Oberlaube |
| 09106706 Teilobjekt zu: 09105288 | Dennewitz 41 (Lage) | Stall                                                                                    | Der Stall befindet sich auf der linken Seite des Hofes. | BW                                                            |

### Eckmannsdorf
Eckmannsdorf wird das erste Mal im Jahre 1354 als „Ekkerstorf“erwähnt.
| ID-Nr.                           | Lage                   | Bezeichnung                                                              | Beschreibung | Bild                                                                     |
| -------------------------------- | ---------------------- | ------------------------------------------------------------------------ | --- | ------------------------------------------------------------------------ |
| 09105078                         | (Lage)                 | Dorfkirche                                                               | Die Kirche ist ein romanischer Saalbau mit einem barocken Fachwerkturm. Entstanden ist die Kirche zu Beginn des 13. Jahrhunderts. Im Inneren ein Altarkruzifix aus dem Jahr 1838. Das Orgelprospekt stammt aus dem Jahr 1838, der Taufstein aus dem 16. oder 17. Jahrhundert. | weitere Bilder                                                           |
| 09106145 Teilobjekt zu: 09105078 | (Lage)                 | Orgel                                                                    | | BW                                                                       |
| 09106173 Teilobjekt zu: 09105078 | (Lage)                 | Glocke                                                                   | | BW                                                                       |
| 09106079                         | Eckmannsdorf 7 (Lage)  | Gehöft, bestehend aus Wohnhaus mit Anbau, Torhaus und zwei Stallgebäuden | Der Vierseithof wurde im Jahre 1911 errichtet. Das Wohnhaus ist ein zweigeschossiger, traufständiger Ziegelbau, er hat sieben Achsen. Rechts befindet sich ein Torhaus. Auf dem Hof stehen von links ein Schweinestall, eine Scheune und ein Kuhstall.                        | Gehöft, bestehend aus Wohnhaus mit Anbau, Torhaus und zwei Stallgebäuden |
| 09106080 Teilobjekt zu: 09106079 | Eckmannsdorf 7 (Lage)  | Wohnhaus                                                                 | Zweigeschossiger Ziegelbau mit Satteldach. Datiert auf das Jahr 1911. Auf der linken Hausseite schließt sich das ehemalige Backhaus an. | BW                                                                       |
| 09106081 Teilobjekt zu: 09106079 | Eckmannsdorf 7 (Lage)  | Torhaus                                                                  | Ziegelgebäude mit Satteldach. Datiert auf das Jahr 1911. Schließt an die rechte Seite des Wohnhauses an. Datiert auf das Jahr 1911. | BW                                                                       |
| 09106083 Teilobjekt zu: 09106079 | Eckmannsdorf 7 (Lage)  | Stall                                                                    | Eineinhalbgeschossiges Ziegelgebäude mit Satteldach. Datiert auf das Jahr 1911. Der Stall dient als südliche Begrenzung des Hofes. | Stall                                                                    |
| 09106082 Teilobjekt zu: 09106079 | Eckmannsdorf 7 (Lage)  | Stall                                                                    | Eineinhalbgeschossiges Ziegelgebäude mit Satteldach. Das Gebäude positioniert sich rechtwinklig zum Torhaus. Datiert auf das Jahr 1911. | BW                                                                       |
| 09105803                         | Eckmannsdorf 12 (Lage) | Wohnhaus mit Torhaus                                                     | Das Wohnhaus wurde laut einer Inschrift im Jahre 1877 erbaut. Es ist ein zweigeschossiger, traufständiger Bau, rechts befindet sich das Torhaus. Die Fassade ist erhalten. | Wohnhaus mit Torhaus                                                     |
| 09106037 Teilobjekt zu: 09105803 | Eckmannsdorf 12 (Lage) | Torhaus                                                                  | | Torhaus                                                                  |

### Gölsdorf
| ID-Nr.                           | Lage               | Bezeichnung                                                              | Beschreibung | Bild                                                                     |
| -------------------------------- | ------------------ | ------------------------------------------------------------------------ | --- | ------------------------------------------------------------------------ |
| 09105147                         | Gölsdorf (Lage)    | Dorfkirche                                                               | Die evangelische Kirche ist ein Feldsteinbau, der eventuell in die zweite Hälfte des 13. Jahrhunderts datiert werden kann. Der barocke Fachwerkturm wurde 1728 erbaut. Im Jahre 1775 wurde der Turm erneuert, dabei wurde die geschweifte haube mit Laterne erstellt. Die Taufe aus Zinkguss wurde im 19. Jahrhundert erstellt. Die Kanzel stammt aus dem Jahr 1888/1889. | Dorfkirche                                                               |
| 09106146 Teilobjekt zu: 09105147 | Gölsdorf (Lage)    | Orgel                                                                    | | BW                                                                       |
| 09106175 Teilobjekt zu: 09105147 | Gölsdorf (Lage)    | Glocke                                                                   | | BW                                                                       |
| 09105455                         | Gölsdorf (Lage)    | Kenotaph für Rittmeister Franz Johann Ludwig Alberthal, auf dem Kirchhof | Der Rittmeister Franz Johann Ludwig Alberthal ist 1813 in der Schlacht bei Dennewitz gefallen. Das Kenotaph wurde nach einem Entwurf aus dem Jahr 1817 von Schinkel wahrscheinlich in der Zeit von 1825 bis 1860 aufgestellt. | Kenotaph für Rittmeister Franz Johann Ludwig Alberthal, auf dem Kirchhof |
| 09105457                         | Dorfstraße (Lage)  | Gedenktafel für die Gefallenen von 1813, am Gölsdorfer Teich             | Die Gedenktafel wurde im Jahre 1913 aufgestellt. Sie erinnert an die Kämpfe im Zusammenhang mit der Schlacht bei Dennewitz. die Inschrift lautet: „Heiß / umtobte dich, Friedhof / die männermordende Feldschlacht / Rot rann Bruderblut / ach, von der Kirche / Altar / 6. September 1813“.                                                                              | Gedenktafel für die Gefallenen von 1813, am Gölsdorfer Teich             |
| 09105458                         | Gölsdorf 6a (Lage) | Bockwindmühle                                                            | Die Mühle befindet sich im Norden des Ortes an der Straße in Richtung Niedergörsdorf. Eine Mühle an diesem Standort ist seit 1542 belegt. Im Dreißigjährigen Krieg wurde die Kirche stark beschädigt, danach aber wieder aufgebaut. Im Jahre 1980 wurde der Mühlenbetrieb eingestellt, seit 1990 ist es eine Museumsmühle.                                                | weitere Bilder                                                           |

### Kaltenborn
Das Dorf Kaltenborn wurde das erste Mal im Jahre 1225 erwähnt.
| ID-Nr.                           | Lage                  | Bezeichnung   | Beschreibung | Bild           |
| -------------------------------- | --------------------- | ------------- | --- | -------------- |
| 09105148                         | Kaltenborn 6-7 (Lage) | Dorfkirche    | Die evangelische Kirche ist ein spätromanischer Saalbau aus Feldsteinen aus der ersten Hälfte des 13. Jahrhunderts. Die Kirche wurde bei einem Brand 1785 zerstört und von 1785 bis 1788 wieder aufgebaut. Der Kanzelaltar stammt aus den Jahren 1822/1823. Die Sakramentennische wurde bereits in einem Inventar im Jahre 1673 erwähnt. Die Orgel wurde um 1822 errichtet. Die Glocke wurde 1822 in Berlin gegossen. | weitere Bilder |
| 09106150 Teilobjekt zu: 09105148 | Kaltenborn 6-7 (Lage) | Orgelprospekt | | BW             |
| 09106177 Teilobjekt zu: 09105148 | Kaltenborn 6-7 (Lage) | Glocke        | | BW             |

### Kurzlipsdorf
Kurzlipsdorf wurde das erste Mal im Jahre 1331 erwähnt.
| ID-Nr.                           | Lage                   | Bezeichnung                                                                   | Beschreibung | Bild                                                                          |
| -------------------------------- | ---------------------- | ----------------------------------------------------------------------------- | --- | ----------------------------------------------------------------------------- |
| 09105076                         | Kurzlipsdorf (Lage)    | Dorfkirche                                                                    | Feldsteinbau, der wohl der Mitte des 13. Jahrhunderts entstammen dürfte und heute einen Fachwerk-Dachturm trägt. | Dorfkirche                                                                    |
| 09106154 Teilobjekt zu: 09105076 | Kurzlipsdorf (Lage)    | Orgel                                                                         | | BW                                                                            |
| 09106156 Teilobjekt zu: 09105076 | Kurzlipsdorf (Lage)    | Glocke                                                                        | | BW                                                                            |
| 09106071                         | Kurzlipsdorf 26 (Lage) | Gasthof König mit Saalanbau, Torhaus, zwei Stallgebäuden und Rest der Scheune | Das Gasthaus König war ursprünglich ein Mühlengehöft. Das Gehöft wurde um 1740 errichtet, und in der ersten Hälfte des 19. Jahrhunderts und im Jahr 1905 zu einem Wohnhaus umgebaut. Das Wohnhaus ist ein zweigeschossiges Haus mit einem Satteldach. AN das Wohnhaus schließt sich ein Saalbau an. Zu dem Gehöft gehört ein zweigeschossiger Stall und eine Scheune. | Gasthof König mit Saalanbau, Torhaus, zwei Stallgebäuden und Rest der Scheune |
| 09106072 Teilobjekt zu: 09106071 | Kurzlipsdorf 26 (Lage) | Saalbau                                                                       | | BW                                                                            |
| 09106073 Teilobjekt zu: 09106071 | Kurzlipsdorf 26 (Lage) | Torhaus                                                                       | | BW                                                                            |
| 09106074 Teilobjekt zu: 09106071 | Kurzlipsdorf 26 ()     | Kuhstall / Stall                                                              | | ein Bild hochladen                                                            |
| 09106075 Teilobjekt zu: 09106071 | Kurzlipsdorf 26 ()     | Pferdestall / Stall                                                           | | ein Bild hochladen                                                            |
| 09106076 Teilobjekt zu: 09106071 | Kurzlipsdorf 26 ()     | Scheune                                                                       | | ein Bild hochladen                                                            |

### Langenlipsdorf
Auf dem Gebiet des Dorfes hat es Funde aus dem 11. und 12. Jahrhundert gegeben. Erwähnt wurde Langenlipsdorf das erste Mal im Jahre 1227. 1577 starben 64 Einwohner an Pest. Im Jahre 1813 wurde der Ort geplündert. 1875 brannten 21 Gehöfte ab.
| ID-Nr.                           | Lage                  | Bezeichnung | Beschreibung | Bild           |
| -------------------------------- | --------------------- | ----------- | --- | -------------- |
| 09105142                         | Langenlipsdorf (Lage) | Dorfkirche  | Ursprünglich ein romanischer, allerdings neugotisch umgestalteter, Feldsteinbau, der wohl dem zweiten Viertel des 13. Jahrhunderts entstammen dürfte. Im Inneren befindet sich unter anderem ein Altaraufsatz aus der Zeit von 1714 bis 1716. Die Orgel wurde ab 1883 G. A. Friedrich aus Wittenberg erbaut. Der Taufengel stammt aus dem Jahr 1713, es ist eine lebensgroße Figur im Stil des Barocks. | weitere Bilder |
| 09106581 Teilobjekt zu: 09105142 | Langenlipsdorf (Lage) | Orgel       | | BW             |
| 09106178 Teilobjekt zu: 09105142 | Langenlipsdorf (Lage) | Taufengel   | | BW             |

### Lindow
Lindow wurde im 12. Jahrhundert gegründet.
| ID-Nr.                           | Lage                       | Bezeichnung | Beschreibung | Bild           |
| -------------------------------- | -------------------------- | ----------- | --- | -------------- |
| 09105143 Wikidata                | Lindower Dorfstraße (Lage) | Dorfkirche  | Die Baugeschichte ist noch nicht völlig geklärt. Möglich ist, dass das Bauwerk bereits im 12. Jahrhundert entstand und im Laufe der Jahrhunderte mehrfach umgebaut und erweitert wurde. Im Innenraum steht unter anderem ein Altarretabel aus der Zeit zwischen 1712 und 1736 sowie eine Fünte aus der Zeit um 1500. Der Dachstuhl entstand unter anderem aus Eschenholz und zählt zu den ältesten erhaltenen Zimmererarbeiten der Region. | weitere Bilder |
| 09106157 Teilobjekt zu: 09105143 | Lindower Dorfstraße (Lage) | Glocke      | | BW             |

### Malterhausen
| ID-Nr.   | Lage                        | Bezeichnung | Beschreibung | Bild     |
| -------- | --------------------------- | ----------- | --- | -------- |
| 09105642 | Malterhausen Dorf 65 (Lage) | Wohnhaus    | Das Haus wurde laut Inschrift im Jahre 1902 errichtet und ist ein eingeschossiger, traufständiger Ziegelbau mit einem Krüppelwalmdach. Der Mittelrisalit ist übergiebelt. Bauherr war der Bauunternehmer Niendorf, der das Haus für sich selber gebaut hat. | Wohnhaus |

### Mellnsdorf
| ID-Nr.            | Lage                          | Bezeichnung   | Beschreibung | Bild           |
| ----------------- | ----------------------------- | ------------- | --- | -------------- |
| 09105274 Wikidata | Mellnsdorfer Straße 18 (Lage) | Dorfkirche    | Die evangelische Dorfkirche ist ein spätromanischer Bau. Der Saalbau wurde aus Feldstein in der ersten Hälfte des 13. Jahrhunderts errichtet. | weitere Bilder |
| 09105275 Wikidata | Mellnsdorfer Straße 6 (Lage)  | Bockwindmühle | Die Mühle wurde 1810 erbaut. Ursprünglich stand die Mühle 300 Meter vom jetzigen Standort entfernt, sie wurde 1846 verschoben. 1910 kippte die Mühle um und wurde wieder aufgerichtet. Die Mühleneinrichtung ist funktionsfähig und wird auch für Mühlschauen genutzt. | weitere Bilder |

### Niedergörsdorf
Niedergörsdorf bildet auch das Zentrum der gleichnamigen Gemeinde, die 1998 gegründet wurde. In der Nähe des Ortes befindet sich die gute Nuthequelle. Der Ort besteht aus dem Dorfkern, den östlichen Ortsteil Denkmal, den südlichen Ortsteil Bahnhof  und den etwa 2 Kilometer nördlich liegenden Ortsteil Flughafen. Urkundlich erwähnt wurde Niedergörsdorf das erste Mal im Jahre 1225 als „Gerichtdorp“. Um den Ort von Hohengörsdorf wurde ab 1383 der Zusatz „Nieder“ hinzugefügt. In den Befreiungskriegen fand bei Niedergörsdorf die Schlacht bei Dennewitz statt. Die Gegen und Niedergörsdorf wurde teilweise zerstört.
| ID-Nr.                           | Lage                     | Bezeichnung                                                                                                 | Beschreibung | Bild |
| -------------------------------- | ------------------------ | --- | --- | --- |
| 09105449 Wikidata                | Dorfstraße 19-20 (Lage)  | Dorfkirche                                                                                                  | Die evangelische Kirche ist ein langgestreckter Feldsteinbau dessen Bauzeit wohl um 1200 zu vermuten ist. Der Turm stammt aus dem Jahre 1854. Im Inneren befindet sich eine Orgel aus dem Jahre 1902, ein Teil des Prospektes wurde 1764 erbaut. | weitere Bilder                                                                                              |
| 09106159 Teilobjekt zu: 09105449 | Dorfstraße 19-20 (Lage)  | Orgel | | BW |
| 09106181 Teilobjekt zu: 09105449 | Dorfstraße 19-20 (Lage)  | Glocke | | BW |
| 09105451                         | Dorfstraße 20 (Lage)     | Gedenkstein 1813, an der Dorfkirche                                                                         | Die Stele aus Kalkstein wurde 1904 gestiftet. Sie ist aus Kalkstein, bekront von einer Kanonenkugel. Die Inschrift lautet: Schutz bot einst unser Kirchlein Vätern / in drohender Kriegsnot. / 6. September 1813 2-3 Uhr. / Drum zum Gedächtnis dieses Mal / gestiftet die freundliche Hand 1904. | Gedenkstein 1813, an der Dorfkirche                                                                         |
| 09105460                         | L 812 (Lage)             | Artillerie-Denkmal (1902), an der Straße nach Gölsdorf                                                      | Das Denkmal wurde 1902 errichtet. Es erinnert an zwei Batterien, die bei der Schlacht von Dennewitz gegenüber einer sächsischen Division standen. Vor einer Böschung steht ein Pyramidenstumpf, davor ist eine fünfstufige Treppe. Auf dem Pyramidenstumpf befindet sich eine Kanonenkugel. Die Inschrift lautet: „Eurer Taten Verdienst / meldet der rührende Stein / Batterie Spreuth / 1/2 Batterie Baumgarten / 6. September 1813“. Das Denkmal befindet sich an der alten Straße zum Bahnhof Niedergörsdorf, welche heute eine Sackgasse ist. | Artillerie-Denkmal (1902), an der Straße nach Gölsdorf                                                      |
| 09105453                         | Denkmalsberg 8 (Lage)    | Ehrenhain für die Gefallenen der Schlacht bei Dennewitz (1813) mit Zugangsallee und Wächterhaus (Forsthaus) | König Friedrich Wilhelm III. wollte an sechs Orten für Gefallene der Befreiungskriege Denkmale aufstellen. Einer dieser Orte war der Denkmalberg. Diese Denkmale wurde von Karl Friedrich Schinkel entworfen und hier aufgestellt. Die Einweihung war am 6. September 1817. Das Wächterhaus wurde später errichtet. Eine Gedenkhalle aus dem Jahr 1910 wurde 1958 abgerissen. | Ehrenhain für die Gefallenen der Schlacht bei Dennewitz (1813) mit Zugangsallee und Wächterhaus (Forsthaus) |
| 09106738 Teilobjekt zu: 09105453 | Denkmalsberg 8 (Lage)    | Wachhaus | | BW |
| 09106739 Teilobjekt zu: 09105453 | Denkmalsberg (Lage)      | Allee & Ehrenhain                                                                                           | | BW |
| 09106289                         | Dorfstraße 9 (Lage)      | Pfarrhaus mit Torpfosten der Einfahrt                                                                       | Das Pfarrhaus wurde 1886 erbaut. | Pfarrhaus mit Torpfosten der Einfahrt                                                                       |
| 09106369                         | Dorfstraße 11 (Lage)     | Fachwerkscheune                                                                                             | Die Fachwerkscheune ist eine Durchfahrtscheune aus der zweiten Hälfte des 19. Jahrhunderts. Die Scheune schließt die Bebauung des Hofes zur Rückseite ab. Es ist ein gitterartiges Fachwerk, die Gefache sind quadratisch. Die Scheune ist von der Straße nicht sichtbar. | Fachwerkscheune                                                                                             |
| 09105804                         | Dorfstraße 19 (Lage)     | Alte Dorfschule mit Begrenzungsmauer zum Kirchhof                                                           | Das rote Ziegelgebäude wurde 1854 erbaut. Es ist ein zweigeschossiges, traufständiges Haus direkt vor der Kirche an der Dorfstraße. Das Haus steht auf einen Feldsteinsockel und trägt ein Satteldach. Der Eingang befindet sich rechts an der Giebelseite, im Giebelfeld befindet sich eine Uhr. | Alte Dorfschule mit Begrenzungsmauer zum Kirchhof                                                           |
| 09107044 Teilobjekt zu: 09105804 | Dorfstraße 19 ()         | Stall & Toilettenhäuschen                                                                                   | Denkmalverlust: Wurden 2007/2009 abgerissen. | ein Bild hochladen                                                                                          |
| 09105581                         | Dorfstraße 31 (Lage)     | Wohnstallhaus                                                                                               | Das Haus wurde in der zeiten Hälfte des 18. Jahrhunderts errichtet. Es ist ein traufständiges eingeschossiges Fachwerkhaus. | Wohnstallhaus                                                                                               |
| 09105834                         | Friedensstraße 11 (Lage) | Mühlenkomplex, bestehend aus Wohn- und Verwalterhaus, Mühlengebäude und Zellenspeicher                      | Die ehemaligen Heinrich und Würfel - Mühlenwerke (Inschrift auf dem Silo) wurden ab 1906 im Ortsteil Bahnhof errichtet. Das neue Mühlengebäude kam 1928 hinzu, das Silo mit der Inschrift 1934. In der Mühle ist die technische Einrichtung vollständig erhalten, einschließlich eines Becherwerks von 1906. Das Gebäude ist nicht zugänglich. | Mühlenkomplex, bestehend aus Wohn- und Verwalterhaus, Mühlengebäude und Zellenspeicher                      |
| 09107075 Teilobjekt zu: 09105834 | Friedensstraße ()        | Wohnhaus | | ein Bild hochladen                                                                                          |
| 09107076 Teilobjekt zu: 09105834 | Friedensstraße ()        | Mühlengebäude                                                                                               | | ein Bild hochladen                                                                                          |
| 09107077 Teilobjekt zu: 09105834 | Friedensstraße ()        | Mühlengebäude                                                                                               | | ein Bild hochladen                                                                                          |

### Oehna
| ID-Nr.                           | Lage            | Bezeichnung                                                                   | Beschreibung | Bild           |
| -------------------------------- | --------------- | ----------------------------------------------------------------------------- | --- | -------------- |
| 09105465                         | (Lage)          | Dorfkirche                                                                    | Die evangelische Kirche ist ein Feldsteinbau, der wohl in seinem Kern auf die zweite Hälfte des 13. Jahrhunderts und das frühe 14. Jahrhundert zurückgehen dürfte. Der Turm wurde 1873 errichtet. Der Altaraufsatz im Inneren stammt wohl aus dem 17. Jahrhundert. | weitere Bilder |
| 09106182 Teilobjekt zu: 09105465 | (Lage)          | Orgel                                                                         | | BW             |
| 09106375                         | (Lage)          | Kriegerdenkmal                                                                | | Kriegerdenkmal |
| 09106488                         | Oehna 21 (Lage) | Pfarrgehöft, bestehend aus Pfarrhaus und Wirtschaftsgebäude                   | | weitere Bilder |
| 09106489 Teilobjekt zu: 09106488 | (Lage)          | Stall                                                                         | | Stall          |
| 09105952                         | Oehna 24 (Lage) | Gehöft, bestehend aus Wohnhaus, linkem und rechtem Stallgebäude sowie Scheune | Das Gehöft entstand um das Jahr 1900. Das Wohnhaus ist ein zweigeschossiger Ziegelbau. Von den acht Achsen stehen die beiden linken und die drei rechten in der Art eines Risalit hervor. Vor der Haustür befindet sich eine Freitreppe.                           | weitere Bilder |
| 09107146 Teilobjekt zu: 09105952 | Oehna 24 (Lage) | Wohnhaus                                                                      | | Wohnhaus       |
| 09107147 Teilobjekt zu: 09105952 | Oehna 24 (Lage) | Stall                                                                         | Stall auf der linken Seite des Hofes | Stall          |
| 09107148 Teilobjekt zu: 09105952 | Oehna 24 (Lage) | Scheune                                                                       | Scheune am Grundstücksende | Scheune        |
| 09106472 Teilobjekt zu: 09105952 | Oehna 24 (Lage) | Stall                                                                         | Rest des Stalls auf der rechten Hofseite, an das Wohnhaus angebaut. | Stall          |

### Rohrbeck
| ID-Nr.                           | Lage                                        | Bezeichnung                                                       | Beschreibung | Bild                                                              |
| -------------------------------- | ------------------------------------------- | ----------------------------------------------------------------- | --- | ----------------------------------------------------------------- |
| 09105481                         | (Lage)                                      | Dorfkirche                                                        | Die Kirche ist ein Feldsteinbau dessen Entstehungszeit wohl im 15. Jahrhundert war. Im Jahre 1867 wurde die Kirche umfangreich umgebaut. Der Kanzelaltar stammt aus der Zeit von 1720 bis 1740, der Taufstein aus der Zeit Anfang des 16. Jahrhunderts. | Dorfkirche                                                        |
| 09106183 Teilobjekt zu: 09105481 | Hauptstraße 17 ()                           | Orgel                                                             | | ein Bild hochladen                                                |
| 09105598                         | Hauptstraße 2 (Lage)                        | Gehöft, bestehend aus Wohnhaus, Torhaus, Scheune und Stallgebäude | Das Gehöft ist wahrscheinlich das Gehöft eines Hüfners. Das Wohnhaus stammt aus dem frühen 19. Jahrhundert, es ist das älteste in Rohrbeck und Teil eines Vierseithof.                                                                                  | Gehöft, bestehend aus Wohnhaus, Torhaus, Scheune und Stallgebäude |
| 09106782 Teilobjekt zu: 09105598 | Hauptstraße 2 (Lage)                        | Wohnhaus                                                          | | BW                                                                |
| 09106783 Teilobjekt zu: 09105598 | Hauptstraße 2 (Lage)                        | Stall                                                             | | BW                                                                |
| 09106784 Teilobjekt zu: 09105598 | Hauptstraße 2 (Lage)                        | Torhaus                                                           | | BW                                                                |
| 09106785 Teilobjekt zu: 09105598 | Hauptstraße 2 (Lage)                        | Scheune                                                           | | BW                                                                |
| 09105482                         | Jüterboger Straße/Dennewitzer Straße (Lage) | Gedenkstein für die Befreiungskriege 1813                         | Der Gedenkstein wurde von dem Pfarrer Emil Zimmermann aufgestellt. Die Inschrift lautet: Blutig hob drüben / er an und blutig / ward hier er beendet, / Bülows Dennerwitzsieg. / Nimmer vergiß es, / mein Volk! / 6. September 1813.                    | Gedenkstein für die Befreiungskriege 1813                         |

### Schönefeld
| ID-Nr.                           | Lage                 | Bezeichnung                                                                   | Beschreibung | Bild                                                                          |
| -------------------------------- | -------------------- | ----------------------------------------------------------------------------- | --- | ----------------------------------------------------------------------------- |
| 09105501                         | Schönefeld 7a (Lage) | Dorfkirche                                                                    | Es ist ein rechteckiger Saalbau aus Feldsteinen mit einem Satteldach, der im Jahr 1853 einen älteren Vorgängerbau ersetzte. Der Turm im Westen ist etwas breiter als die Kirche, der Turm wird mit einem Zeltdach abgedeckt. Im Inneren befinden sich Tafelbilder eines Altaraufsatzes aus dem Jahr 1692. Die Taufe, die Kanzel und die Orgel sind wahrscheinlich aus der Bauzeit. Die große Glocke wurde im 13. Jahrhundert gegossen, die kleine Glocke im Jahr 1648. | weitere Bilder                                                                |
| 09106160 Teilobjekt zu: 09105501 | Schönefeld 7a (Lage) | Orgel                                                                         | Erbauer: Gustav Albert Friedrich (Wittenberg), I/P/6, 1853 | Orgel                                                                         |
| 09106161 Teilobjekt zu: 09105501 | Schönefeld 7a (Lage) | Glocke                                                                        | Die Glocke wurde laut einer Inschrift im Jahre 1648 gegossen. | BW                                                                            |
| 09106184 Teilobjekt zu: 09105501 | Schönefeld 7a (Lage) | Glocke                                                                        | | BW                                                                            |
| 09106390                         | Schönefeld 35 (Lage) | Gehöft, bestehend aus Wohnhaus, linkem und rechtem Stallgebäude sowie Torhaus | Das Anwesen besteht aus Wohnhaus, Torhaus und zwei Stallgebäuden. Wohnhaus ist ein verputzter Fachwerkbau vermutlich aus der Mitte des 19. Jahrhunderts. Das benachbarte Torhaus wurde als Pferdestall genutzt und ist ein Ziegelbau, ebenso wie die beiden Stallgebäude. | Gehöft, bestehend aus Wohnhaus, linkem und rechtem Stallgebäude sowie Torhaus |
| 09106391 Teilobjekt zu: 9106390  | Schönefeld 35 ()     | Wohnhaus                                                                      | | ein Bild hochladen                                                            |
| 09106392 Teilobjekt zu: 9106390  | Schönefeld 35 ()     | Torhaus                                                                       | | ein Bild hochladen                                                            |
| 09106393 Teilobjekt zu: 9106390  | Schönefeld 35 ()     | Stall                                                                         | Der Stall befindet sich auf der rechten Seite des Hofes. | ein Bild hochladen                                                            |
| 09106394 Teilobjekt zu: 9106390  | Schönefeld 35 ()     | Stall                                                                         | Der Stall befindet sich auf der linken Seite des Hofes. | ein Bild hochladen                                                            |

### Seehausen
Seehausen wurde das erste Mal 1385 erwähnt, angelegt wurde der Ort aber danach. Weitere Dörfer befanden sich südlich von Seehausen wie Schönau, Brösen und Schweinsdorf, die alle im 16. Jahrhundert wüst fielen. Im Jahre 1538 wurde auf der Landstraße von Seehausen nach Zahna der Händler Georg Reiche durch Hans Kohlhase überfallen. Es war Vorbild für die Novelle Michael Kohlhaas von Heinrich von Kleist. Im Dreißigjährigen Krieg wurde der Ort verwüstet, es waren nur drei Bauernhöfe bewohnt. Weitere Kriegsschäden gab es 1813, da brannte das halbe Dorf ab. Brände gab es im Jahre 1754 und drei weitere von 1866 bis 1886. Aus diesem Grund gibt es in Seehausen kein Bestand an alten Häusern.
| ID-Nr.                           | Lage                 | Bezeichnung                                                                                     | Beschreibung | Bild                                                                                            |
| -------------------------------- | -------------------- | ----------------------------------------------------------------------------------------------- | --- | ----------------------------------------------------------------------------------------------- |
| 09105150                         | (Lage)               | Dorfkirche                                                                                      | Die evangelische Kirche ist ein Feldsteinbau, der wohl in der ersten Hälfte des 13. Jahrhunderts errichtet wurde. Der Fachwerkturm stammt aus dem Jahre 1733. Im Inneren ein Kanzelaltar aus dem Jahre 1682. Die Orgel stammt aus dem Jahre 1902, Teile des Prospekts ursprünglich aus dem Jahre 1783. | weitere Bilder                                                                                  |
| 09106162 Teilobjekt zu: 09105150 | (Lage)               | Orgel                                                                                           | | BW                                                                                              |
| 09106185 Teilobjekt zu: 09105150 | (Lage)               | Glocke                                                                                          | | BW                                                                                              |
| 09106291                         | Seehausen 1 (Lage)   | Gehöft, bestehend aus Wohnhaus, Torhaus, zwei Stallgebäuden, Remise, Scheune und Hofpflasterung | Das Gehöft wurde im Jahre 1911 errichtet, Bauherr war der Bauunternehmer Krüger. Das Wohnhaus ist ein zweigeschossiger, traufständiger Bau mit einem Satteldach. Die Fassade ist geprägt durch einen Mittelrisalit mit zwei Achsen, der Eingang befindet sich links in der ersten Achse von sieben. 1931 wurde das Haus umfangreich umgebaut. Das Stallgebäude wurde ebenfalls 1911 erbaut, es befindet sich auf der rechten Hofseite. Der Kuhstall links wurde 1921 hinzugefügt. Die Scheue wurde 1922 erbaut, sie befindet sich an der Rückseite des Hofes. | Gehöft, bestehend aus Wohnhaus, Torhaus, zwei Stallgebäuden, Remise, Scheune und Hofpflasterung |
| 09106292 Teilobjekt zu: 09106291 | Seehausen 1 ()       | Wohnhaus                                                                                        | | ein Bild hochladen                                                                              |
| 09106293 Teilobjekt zu: 09106291 | Seehausen 1 ()       | Torhaus                                                                                         | | ein Bild hochladen                                                                              |
| 09106294 Teilobjekt zu: 09106291 | Seehausen 1 ()       | Torhaus                                                                                         | | ein Bild hochladen                                                                              |
| 09106295 Teilobjekt zu: 09106291 | Seehausen 1 ()       | Remise & Lagerhaus                                                                              | | ein Bild hochladen                                                                              |
| 09106296 Teilobjekt zu: 09106291 | Seehausen 1 ()       | Remise & Lagerhaus & Backhaus                                                                   | | ein Bild hochladen                                                                              |
| 09106297 Teilobjekt zu: 09106291 | Seehausen 1 ()       | Scheune                                                                                         | Die Scheune steht auf der Rückseite des Hofes. | ein Bild hochladen                                                                              |
| 09106053                         | Seehausen 22b (Lage) | Mühlengebäude                                                                                   | Das Mühlengebäude wurde als Dampfmühle errichtet. 1923 erfolgte dann der Anschluss an das öffentliche Netz. Es ist ein viergeschossiges Haus mit drei Achsen aus gelben Ziegeln und einem flachen Pultdach. Die Mühle wurde 1992 stillgelegt. | Mühlengebäude                                                                                   |
| 09105858                         | Seehausen 28 (Lage)  | Schmiedegehöft, bestehend aus Wohnhaus, Scheune, Stall und Schmiedewerkstatt                    | | Schmiedegehöft, bestehend aus Wohnhaus, Scheune, Stall und Schmiedewerkstatt                    |
| 09107097 Teilobjekt zu: 09105858 | Seehausen 28 ()      | Wohnhaus                                                                                        | | ein Bild hochladen                                                                              |
| 09107098 Teilobjekt zu: 09105858 | Seehausen 28 ()      | Scheune                                                                                         | | ein Bild hochladen                                                                              |
| 09107099 Teilobjekt zu: 09105858 | Seehausen 28 ()      | Kuhstall & Schweinestall                                                                        | | ein Bild hochladen                                                                              |
| 09107100 Teilobjekt zu: 09105858 | Seehausen 28 ()      | Schmiede                                                                                        | | ein Bild hochladen                                                                              |
| 09106298                         | Seehausen 31 (Lage)  | Taubenhaus                                                                                      | | Taubenhaus                                                                                      |
| 09106299                         | Seehausen 32 (Lage)  | Pfarrhaus mit Einfriedung                                                                       | | weitere Bilder                                                                                  |
| 09106300                         | Seehausen 33 (Lage)  | Taubenhaus                                                                                      | | Taubenhaus                                                                                      |

### Wergzahna
Wergzahna wird das erste Mal urkundlich zwischen 1388 und 1440 erwähnt, der Ort hieß damals „Werkzana“. Zu Beginn des 19. Jahrhunderts wohnten hier 70 Einwohner, sieben Hüfner, zwei Gärtner, drei Häusler und ein Hirt. Im März 2000 lebten hier 112 Einwohner.
| ID-Nr.                           | Lage                    | Bezeichnung                                                                                            | Beschreibung | Bild                                                                                                   |
| -------------------------------- | ----------------------- | --- | --- | --- |
| 09105545                         | (Lage)                  | Dorfkirche                                                                                             | Feldsteinbau, der bereits im späten 12. Jahrhundert entstanden sein könnte | weitere Bilder                                                                                         |
| 09106187 Teilobjekt zu: 09105545 | (Lage)                  | Orgel                                                                                                  | | BW |
| 09106064                         | Wergzahna 1 (Lage)      | Gehöft, bestehend aus Wohnhaus mit Torhaus, zwei Stallgebäuden, Scheune, Taubenhaus und Hofpflasterung | Das Gehöft wurde 1907 als Vierseithof errichtet. Das Wohnhaus ist ein zweigeschossiges, traufständiges Wohnhaus mit sieben Achsen. Links befindet sich das Torhaus. Auf dem Hof befindet sich ein Taubenhaus. | Gehöft, bestehend aus Wohnhaus mit Torhaus, zwei Stallgebäuden, Scheune, Taubenhaus und Hofpflasterung |
| 09106065 Teilobjekt zu: 09106064 | Wergzahna 1 ()          | Wohnhaus                                                                                               | | ein Bild hochladen                                                                                     |
| 09106066 Teilobjekt zu: 09106064 | Wergzahna 1 ()          | Torhaus                                                                                                | | ein Bild hochladen                                                                                     |
| 09106067 Teilobjekt zu: 09106064 | Wergzahna 1 ()          | Stall                                                                                                  | Der Stall befindet sich am Torhaus und schließt im rechten Winkel an. | ein Bild hochladen                                                                                     |
| 09106068 Teilobjekt zu: 09106064 | Wergzahna 1 ()          | Stall                                                                                                  | Der Stall befindet sich hinter dem Wohnhaus an der rechten Seite des Hofes. | ein Bild hochladen                                                                                     |
| 09106069 Teilobjekt zu: 09106064 | Wergzahna 1 ()          | Scheune                                                                                                | Die Scheune schließt den Hof zur Rückseite ab. | ein Bild hochladen                                                                                     |
| 09106070 Teilobjekt zu: 09106064 | Wergzahna 1 ()          | Taubenturm                                                                                             | Der Taubenturm befindet sich auf dem Hof. | ein Bild hochladen                                                                                     |
| 09106054                         | Wergzahna 27, 29 (Lage) | Gehöft, bestehend aus Wohnhaus, Torhaus und zwei Stallgebäuden                                         | Das Gehöft eines Großbauern wurde 1901 errichtet, es besteht aus einem Wohnhaus, einem Torhaus und zwei Ställen. Nach dem Zweiten Weltkrieg wurde das Gehöft enteignet und als Notunterkünfte für Flüchtlinge genutzt. Das Wohnhaus ist ein zweigeschossiger, traufständiges Ziegelhaus. Die Ställe sind ebenfalls zweigeschossige Ziegelbauten. | Gehöft, bestehend aus Wohnhaus, Torhaus und zwei Stallgebäuden                                         |
| 09106055 Teilobjekt zu: 09106054 | Wergzahna 27 ()         | Wohnhaus                                                                                               | | ein Bild hochladen                                                                                     |
| 09106056 Teilobjekt zu: 09106054 | Wergzahna 27 ()         | Torhaus                                                                                                | | ein Bild hochladen                                                                                     |
| 09106057 Teilobjekt zu: 09106054 | Wergzahna 27 ()         | Stall                                                                                                  | | ein Bild hochladen                                                                                     |
| 09106058 Teilobjekt zu: 09106054 | Wergzahna 29 ()         | Stall / Pferdestall                                                                                    | | ein Bild hochladen                                                                                     |

### Wölmsdorf
| ID-Nr.                           | Lage   | Bezeichnung                                                                         | Beschreibung | Bild           |
| -------------------------------- | ------ | ----------------------------------------------------------------------------------- | --- | -------------- |
| 09105726                         | (Lage) | Dorfkirche und Denkmal für die im Ersten Weltkrieg gefallenen Soldaten, am Kirchhof | Die evangelische Kirche ist ein Feldsteinbau, der vermutlich um das Jahr 1300 herum erbaut wurde. Im Inneren ein Altaraufsatz aus dem 18. Jahrhundert. Die Kanzel stammt aus der gleichen Zeit. Das Kriegerdenkmal wurde von der Gemeinde Wölmsdorf aufgestellt. Die Inschrift: Dem Andenken / unserer im Weltkrieg / 1914–1918 / gefallenen Helden. | weitere Bilder |
| 09105998 Teilobjekt zu: 09105726 | (Lage) | Kriegerdenkmal                                                                      | Das Kriegerdenkmal steht an der Nordostecke des Kirchhofes. | Kriegerdenkmal |

### Zellendorf
| ID-Nr.                           | Lage                 | Bezeichnung                                                    | Beschreibung | Bild                                                           |
| -------------------------------- | -------------------- | -------------------------------------------------------------- | --- | -------------------------------------------------------------- |
| 09105555                         | (Lage)               | Dorfkirche                                                     | Die evangelische Fachwerkkirche wurde im Jahre 1889 erbaut. Die vorhergehende Kirche war baufällig gewesen. Der Taufstein stammt aus dem Jahre 1694. | Dorfkirche                                                     |
| 09106164 Teilobjekt zu: 09105555 | (Lage)               | Glocke                                                         | | BW                                                             |
| 09105587                         | Zellendorf 31 (Lage) | Gutshaus mit Stallgebäude und Taubenturm                       | Das Gutshaus wurde im Jahre 1908 an Stelle eine Vorgängerbaues errichtet. Von den Vorgängerbau ist noch die Glocke aus dem Jahr 1496 erhalten. Das Haus ist zweigeschossig mit einem viergeschossigen Turm und einem dreigeschossigen, übergiebelten Risalit. | Gutshaus mit Stallgebäude und Taubenturm                       |
| 09106766 Teilobjekt zu: 09105587 | Zellendorf 31 ()     | Gutshaus                                                       | | ein Bild hochladen                                             |
| 09106767 Teilobjekt zu: 09105587 | Zellendorf 31 ()     | Stall                                                          | | ein Bild hochladen                                             |
| 09106768 Teilobjekt zu: 09105587 | Zellendorf 31 ()     | Scheune                                                        | | ein Bild hochladen                                             |
| 09106769 Teilobjekt zu: 09105587 | Zellendorf 31 ()     | Taubenturm                                                     | | ein Bild hochladen                                             |
| 09106059                         | Zellendorf 37 (Lage) | Gehöft, bestehend aus Wohnhaus, Torhaus und zwei Stallgebäuden | Das Gehöft eines Mittelbauern wurde in der ersten Hälfte des 19. Jahrhunderts erbaut. | Gehöft, bestehend aus Wohnhaus, Torhaus und zwei Stallgebäuden |
| 09106060 Teilobjekt zu: 09106059 | Zellendorf 37 (Lage) | Wohnhaus                                                       | | BW                                                             |
| 09106061 Teilobjekt zu: 09106059 | Zellendorf 37 (Lage) | Torhaus                                                        | | BW                                                             |
| 09106062 Teilobjekt zu: 09106059 | Zellendorf 37 (Lage) | Stall                                                          | | BW                                                             |
| 09106063 Teilobjekt zu: 09106059 | Zellendorf 37 (Lage) | Stall                                                          | | BW                                                             |
| 09105840                         | Zellendorf 61 (Lage) | Wohnhaus eines Büdnergehöftes                                  | Das Haus ist eingeschossig, giebelständig und hat ein Krüppelwalmdach. Erbaut wurde das Haus in der ersten Hälfte des 19. Jahrhunderts. Das Haus ist eine Ruine (August 2013).                                                                                | Wohnhaus eines Büdnergehöftes                                  |

## Ehemalige Baudenkmale
| ID-Nr. | Lage                          | Bezeichnung                | Beschreibung | Bild                       |
| ------ | ----------------------------- | -------------------------- | ------------ | -------------------------- |
|        | Gölsdorf Dorfstraße 45 (Lage) | Stallgebäude mit Oberlaube |              | Stallgebäude mit Oberlaube |